# Franz Blochberger
Franz Blochberger (* 16. Oktober 1942 in Krumbach) ist ein österreichischer Landwirt und Politiker (ÖVP). Blochberger war Abgeordneter zum Landtag von Niederösterreich und von 1981 bis 2000 Landesrat in der Niederösterreichischen Landesregierung. 

## Leben
Blochberger absolvierte die landwirtschaftliche Berufsschule und Fachschule und schloss seine Ausbildung als Landwirtschaftsmeister ab. 1970 übernahm er den elterlichen Betrieb. Blochberger wurde der Berufstitel Ökonomierat verliehen. Blochberger ist verheiratet und Vater von fünf Söhnen. 
Blochberger wurde 1963 zum Bezirksobmann der Österreichischen Jungbauernschaft gewählt und war ab 1967 Landesobmann des Ländlichen Fortbildungswerkes. Ab 1975 war er Gemeinderat in Krumbach und übernahm 1980 die Funktion des geschäftsführenden Gemeinderats. Von 1985 bis 1990 hatte Blochberger erneut die Rolle eines einfachen Gemeinderats inne. Blochberger war von 1989 bis 2000 Obmann des Niederösterreichischen Bauernbundes und wurde nach dem Ende seiner Obmannschaft zum Ehrenobmann ernannt. Blochberger zog am 4. Dezember 1969 als damals jüngster Abgeordneter in den Niederösterreichischen Landtag ein und vertrat die ÖVP bis zum 29. Jänner 1981 im Landtag. In der Folge war er vom 22. Jänner 1981 bis zum 29. Juni 2000 Landesrat in der Niederösterreichischen Landesregierung, wobei er das Ressort für Landwirtschaft und teilweise auch das Agrarressort führte.

## Auszeichnungen
- Silberne Florianiplakette des Niederösterreichischen Landesfeuerwehrverbandes (1982)[1]
- Ehrenbürger von Kapelln (1983)
- Ehrenring des Landes Niederösterreich (2000)